# Itame sobriaria
Itame sobriaria là một loài bướm đêm trong họ Geometridae.